# Abergement-le-Grand
Abergement-le-Grand is een gemeente in het Franse departement Jura (regio Bourgogne-Franche-Comté) en telt 63 inwoners (2009). De plaats maakt deel uit van het arrondissement Lons-le-Saunier.

## Geografie

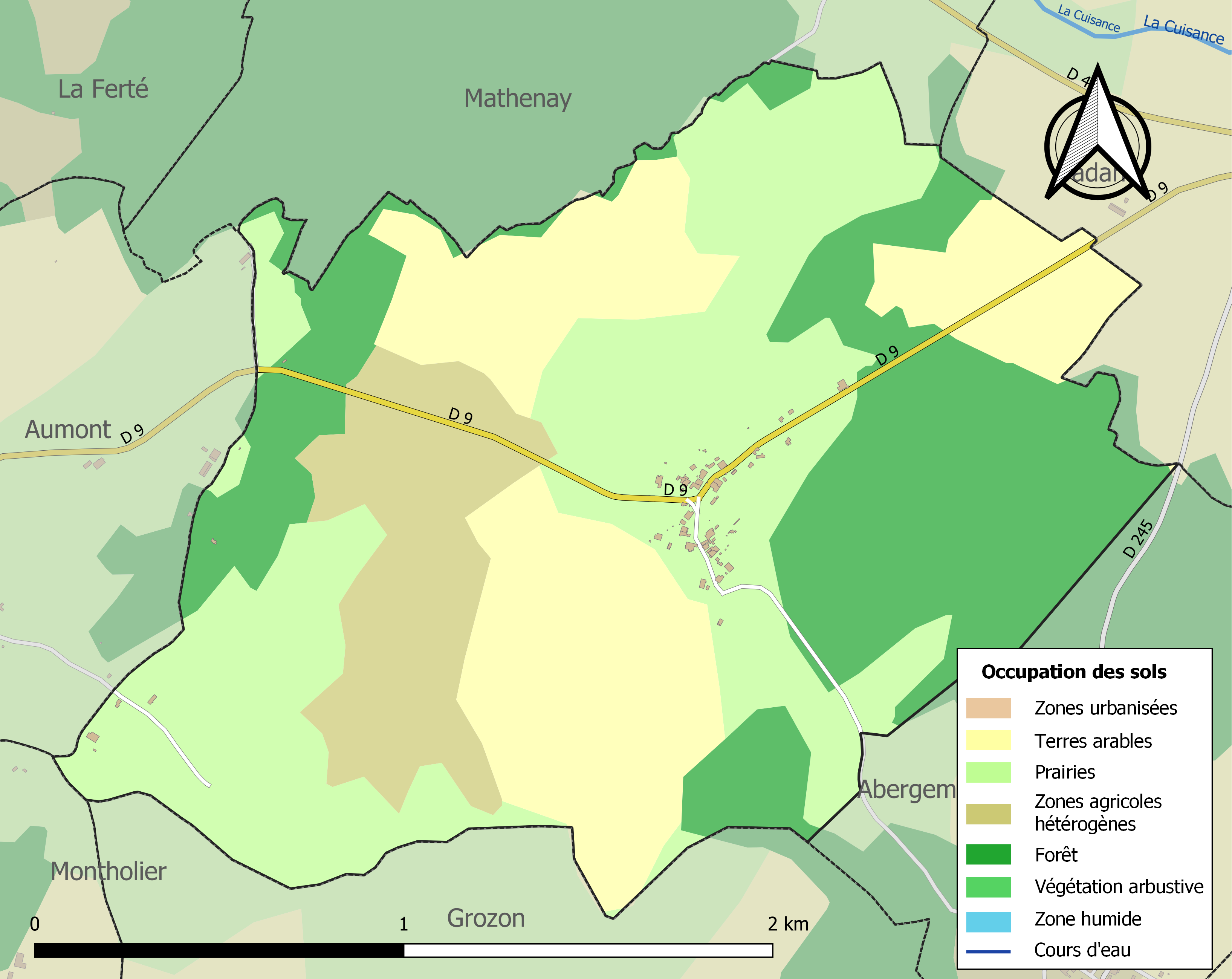
Kaart van de gemeente met de belangrijkste infrastructuur, bodemgebruik en omliggende gemeenten

De oppervlakte van Abergement-le-Grand bedraagt 4,2 km², de bevolkingsdichtheid is dus 15 inwoners per km².

## Demografie
Onderstaande figuur toont het verloop van het inwonertal (bron: INSEE-tellingen).